# Кицкеу
Кицкеу (рум. Câțcău) — село у повіті Клуж в Румунії. Адміністративний центр комуни Кицкеу.
Село розташоване на відстані 357 км на північний захід від Бухареста, 51 км на північ від Клуж-Напоки.

## Населення
За даними перепису населення 2002 року у селі проживали 1622 особи.
Національний склад населення села:
| Національність            | Кількість осіб | Відсоток |
| ------------------------- | -------------- | -------- |
| румуни                    | 1539           | 94,9%    |
| угорці                    | 23             | 1,4%     |
| не вказали національність | 57             | 3,5%     |

Рідною мовою назвали:
| Мова                  | Кількість осіб | Відсоток |
| --------------------- | -------------- | -------- |
| румунська             | 1542           | 95,1%    |
| угорська              | 21             | 1,3%     |
| не вказали рідну мову | 58             | 3,6%     |